# 중설 비원순 중저모음
중설 비원순 중저모음(中舌 非圓脣 中低母音) 또는 중설 평순 중폐모음(中舌 平脣 中閉母音)은 모음의 하나이다.
- 이 모음은 혀의 위치를 전설모음과 후설모음의 중간으로 해서 발음하는 중설모음이다.
- 이 모음은 입술을 둥글게 하지 않고 발음하는 비원순모음이다.
- 이 모음은 혀의 위치를 저모음과 중모음의 중간 위치로 해서 발음하는 중저모음이다.

### 예
| 언어              | 철자  | 발음     | 뜻       | 비고 |
| 북부 웨일스 영어  | bud   | [bɜd]    | '싹'     |      |
| 스코틀랜드 영어   | bud   | [bɜ̠d]    | '싹'     |      |
| 표준 아프리칸스어 | lig   | [lə̞χ]    | '빛'     |      |
| 표준 이디시어     | ענלעך | [ˈɛnlɜχ] | '비슷한' |      |

## 같이 보기
- 치경 접근 수반음